# 神戸ビーフ

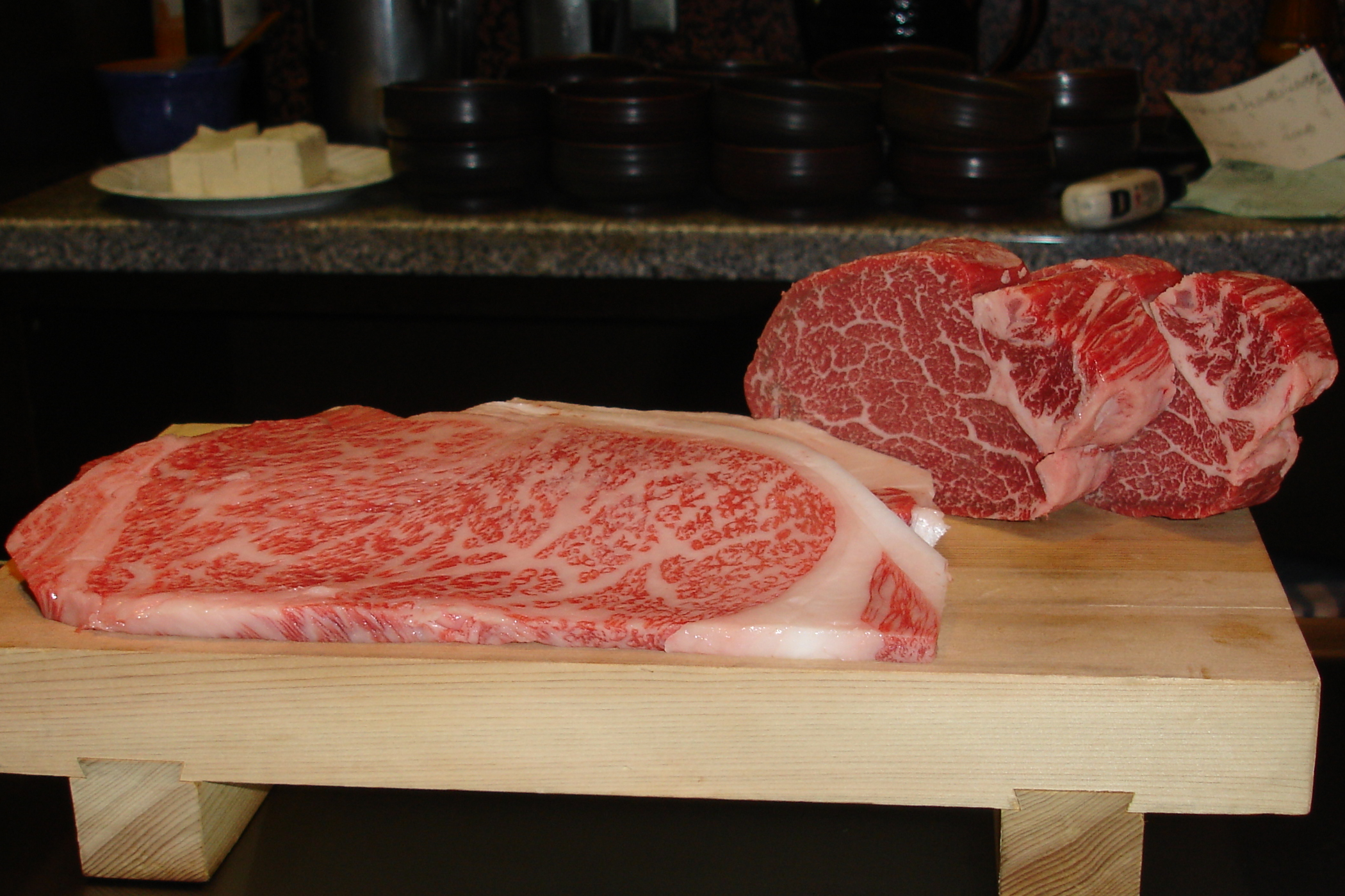
神戸ビーフ

神戸ビーフ（こうベビーフ）は、兵庫県で生産された但馬牛（たじまうし）からとれる枝肉が一定の基準を満たした場合に、但馬牛（たじまぎゅう）の呼称の代わりに用いることが出来る「牛肉」の名称である。正式名称は神戸肉（こうべにく）で、一般には神戸牛（こうべぎゅう）とも呼ばれる。
明治期の神戸港開港以後、但馬、丹波、出雲地方から集められた和牛のうち、神戸地方で販売消費された高級な「牛肉」を神戸肉や神戸ビーフと呼んだ。神戸ビーフの証しとして、兵庫県の花であるノジギクを形どった刻印が押されている。海外では「Kobe Beef」として知名度が高い。
「神戸ビーフ、神戸牛、神戸肉」とも規格品質の規定に合格した「肉」の商品名であって、松阪牛、宮崎牛、米沢牛のように産地で飼育されている「牛」の銘柄ではない。牧場などで育てられる神戸牛と言う名称の牛は存在しない。また検査項目上、「神戸牛のタン、バラ、ホルモン（テッチャン）」などの部位も存在しない。
もともと少量生産の但馬牛肉のさらに一部であるため、一般市場での流通量は極端に少ない。阪神地方では知名度もあり高級牛肉としても知られている。1983年（昭和58年）誕生の新しいブランド名のため、阪神地方以外での知名度は低い。関係団体などでは2002年以降の増産などで、近畿地方以外での消費拡大と知名度向上に努めているが、産地の兵庫県北部の但馬地域（但馬国地域）では「神戸牛」の名称が敬遠される場合も多い。本来の産地名（国名）の「但馬牛、本場但馬牛」名称で市場を通す生産者や関係者も多く、但馬牛の「肉」の一部である神戸牛、神戸ビーフと但馬産以外の但馬牛（淡路ビーフなど）名称問題は複雑である。
近畿地方では「京都の着倒れ、大阪の喰い倒れ」と同じく、元来の「近畿三名牛、近畿三大和牛」の 松阪牛、近江牛、但馬牛 がいずれも「名牛」として有名である。神戸牛は但馬牛の肉の一部であるが名称的に混同されてしまい誤解されやすい。また明治期の外国港神戸の高級牛肉は但馬牛と三田牛（さんだぎゅう、両者とも兵庫県産）であったとも言われている。

## 定義
兵庫県産（但馬牛）のうち、歩留等級が「A」または「B」等級ならば「但馬牛（たじまぎゅう）」「但馬ビーフ」「TAJIMA BEEF」と呼称される牛肉となる。
このうち、以下の全ての基準を満たした牛肉は、「神戸ビーフ」、「神戸肉」（以上は正式名称）、「神戸牛（こうべうし）」、「神戸牛（こうべぎゅう）」、「KOBE BEEF」との呼称を用いることもできる。
- メスでは未経産牛、オスでは去勢牛
- 脂肪交雑の牛脂肪交雑基準(BMS)値No.6以上
- 枝肉重量がメスでは270〜499.9kg、オスでは300〜499.9kg
- 瑕疵の表示がある枝肉は、神戸肉流通推進協議会の委嘱会員の判定に依存

「神戸ビーフ」の基準を満たしている牛肉は、「神戸ビーフ」と「但馬牛（たじまぎゅう）」のいずれかの銘柄名を任意に選んで出荷することが可能である。

## 歴史

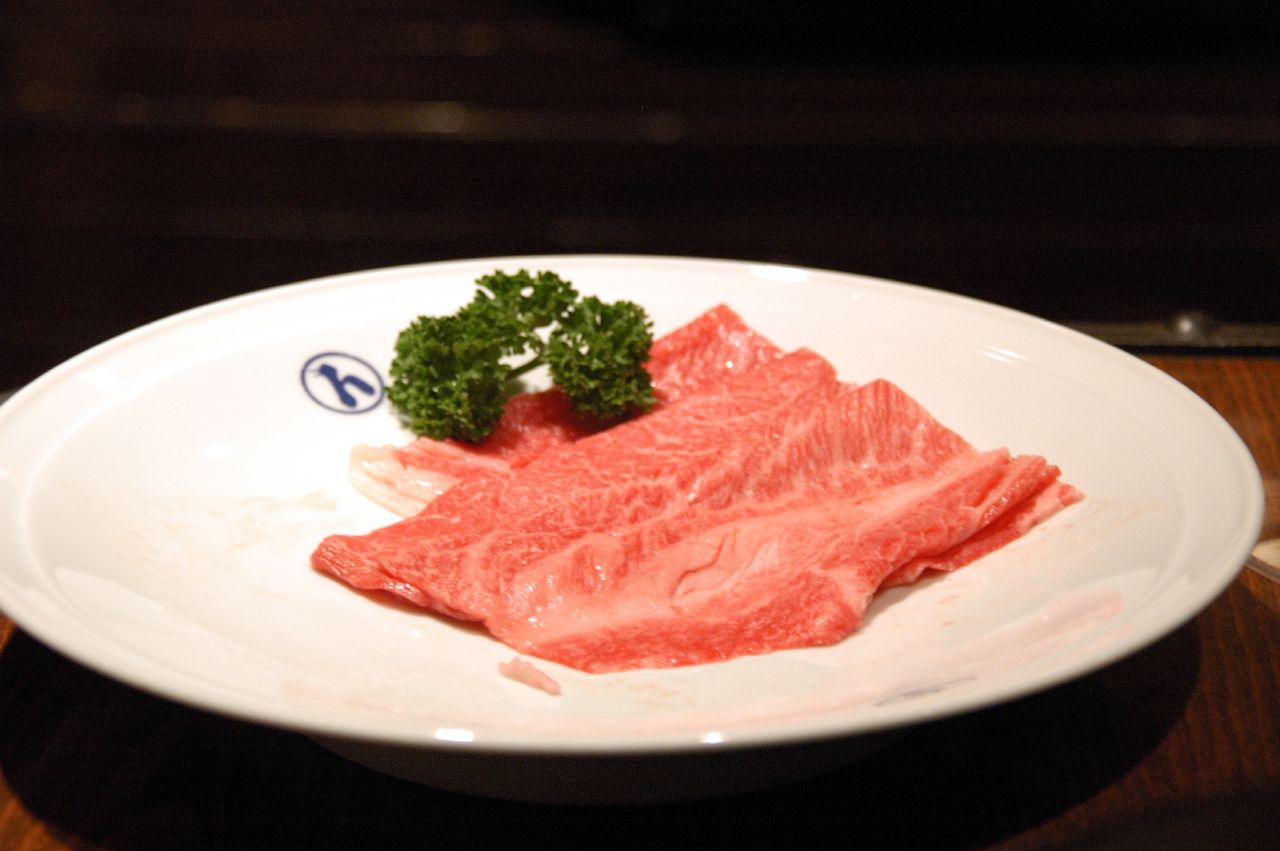
神戸ビーフ

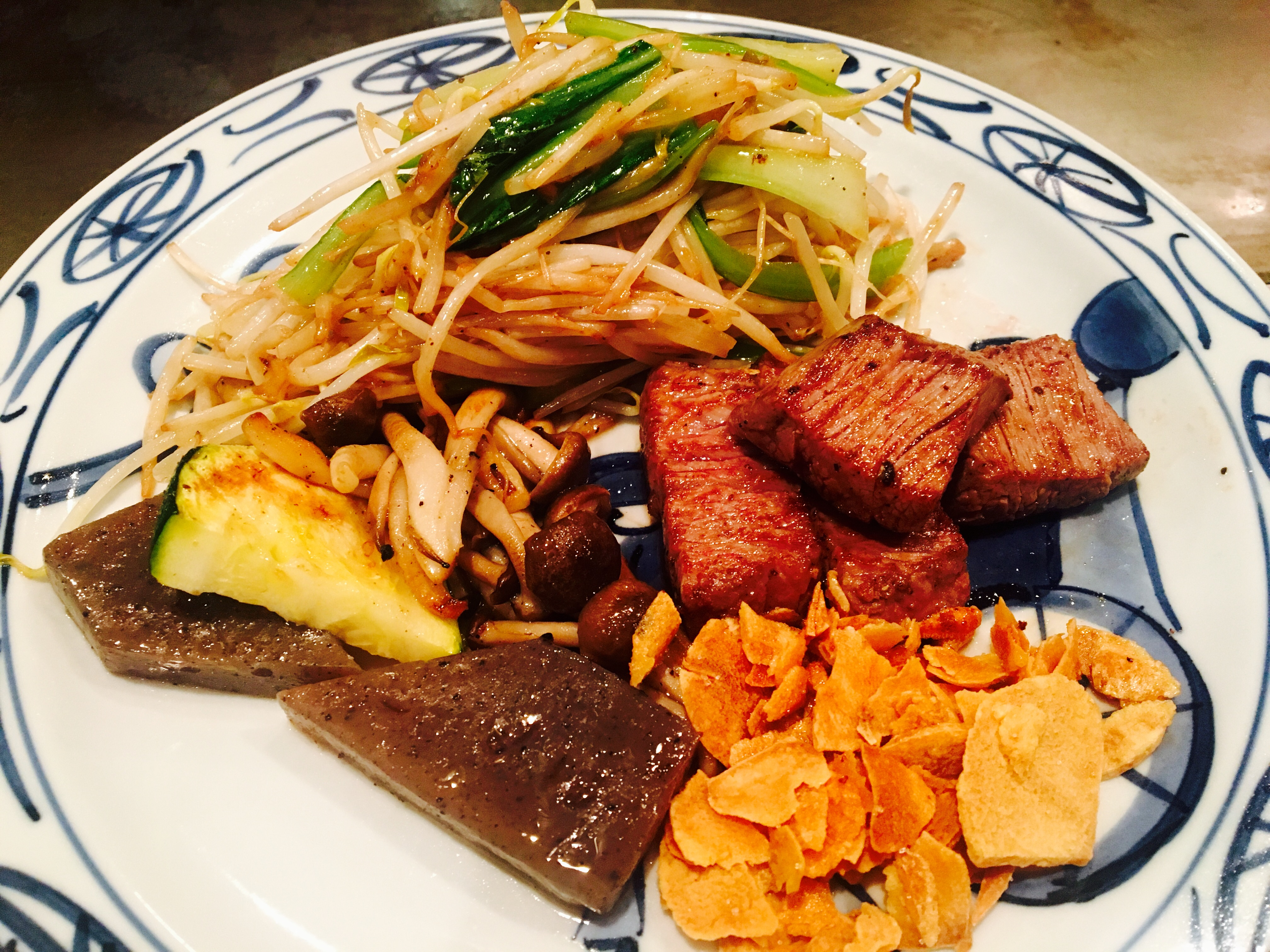
神戸ビーフ、 神戸市のステーキハウス

神戸市史によると、慶応年間外国人の渡来により横浜港における肉類の需要が増加し、外国よりの輸入のみでは不足となり、開港前の神戸港経由で牛を買い入れたことが神戸牛の始まり。開港前から神戸牛は有名となり、外国人と神戸牛の取引が始まった。
神戸港が1868年に開港され、多くの外国人が入るようになったが、この頃には日本の多くの地域では食肉文化が定着しておらず、農家の作業等に飼育されていた但馬牛を食べたイギリス人が、その味を絶賛したことが本格的な食肉の始まりという説もある。
これがのちに「神戸ビーフ」と呼ばれ、外国へ輸出されたり、全国に流通するようになった。神戸開港と同時に伊藤博文が兵庫県知事に就任するが、イギリス留学経験がある伊藤は好んで但馬牛と三田牛を食べていた。
現在の神戸ビーフ（神戸肉）は、役畜として飼われてきた小柄な但馬牛（たじまうし）が食肉用に改良を重ねられ、肉の断面に霜降り（サシ）と言われるマーブル状に脂肪が入った肉質のものが出来るようになったことにより生まれた。
1980年代には「神戸ビーフ」、「神戸肉」との名称で広く知られていたが明確な基準がなかったため肉質にはバラつきがあった。そのため、兵庫県が協賛して1983年（昭和58年）に生産・流通・消費の関係団体が「神戸肉流通推進協議会」（事務局：全農兵庫県本部畜産部）を創設。同協議会により「神戸ビーフ」とのブランドが誕生し、定義が明確化された。このとき、脂肪交雑のBMS値はNo.7以上とされた。
2001年（平成13年）にBSE問題や産地偽装事件が全国的に問題になると、2003年（平成15年）の牛肉トレーサビリティ法施行を前にして、2002年（平成14年）9月にBMS値をNo.6以上に「神戸ビーフ」の基準を下げた。2006年（平成18年）4月1日の規約改定により、450kg以下だった枝肉重量基準は470kg以下となり、下限がメスは230kg、オスは260kgとなった。
2004年（平成16年）10月、和牛のオリンピック「第10回全国和牛能力共進会」にて、「美味しさのチャンピオン」を受賞。
2009年（平成21年）、バラク・オバマアメリカ合衆国大統領が、訪日を前に「神戸ビーフとマグロが食べたい」とのリクエストを外交筋を通じて行ったことが明らかとなった。
2012年（平成24年）より神戸肉流通推進協議会が海外輸出を解禁した。海外で偽物が出回ってしまい、ブランド価値が低下する恐れが出たことなどによる。
2015年（平成27年）12月22日、「神戸ビーフ」（こうべびーふ）、「神戸肉」（こうべにく）、「神戸牛」（こうべぎゅう）、「KOBE BEEF」が、特定農林水産物等の名称の保護に関する法律（地理的表示法）に基づく地理的表示(GI)の登録第1弾7件のうちのひとつとなった。

## エピソード
- 神戸ビーフは一般的にはステーキや鉄板焼きで提供されることが多いが、僅かながら増産化された最近では「ハンバーガー」や「ラーメン」などでも提供され、B級グルメ人気が上がりつつある。[17]
- 兵庫県の旧律令国名 (旧国名) は北部日本海側から但馬、丹波、播磨、摂津、淡路の5国ある。神戸ビーフの本家但馬牛は本来日本海に面した但馬地方で大切に生育されてきた。そのため但馬地方の生産者や関係者にとっては、隣国の播磨国と摂津国にまたがる「神戸」の名称を付けることや、流通の過程で但馬牛から神戸ビーフに改名することに大きな抵抗感がある。また全国で唯一、兵庫県全域に但馬の地名 (国名) を拡大解釈している。本家但馬地域の生産者にとっては、但馬産の但馬牛が本筋であり、「神戸ビーフ、神戸肉、神戸牛」の名称を必要としない生産者もいる[要出典]。
- 素牛として八重山諸島の黒島産の子牛が多く使われていると記したサイト等がある[18][19]が、神戸ビーフの素牛の多くは但馬牛が使われている。アメリカでは「American Style Kobe Beef(アメリカンスタイル神戸ビーフ)」なども存在する。
- NBAの選手だったコービー・ブライアントの名前は父親のジョー・ブライアントが神戸牛を食べた際、あまりのおいしさに感動しKobe（コービー）と名付けた。